# Cambaluc
Dadu, Zhongdu, Bejing, Pékin
 (octobre 2022).
Si vous disposez d'ouvrages ou d'articles de référence ou si vous connaissez des sites web de qualité traitant du thème abordé ici, merci de compléter l'article en donnant les références utiles à sa vérifiabilité et en les liant à la section « Notes et références ».

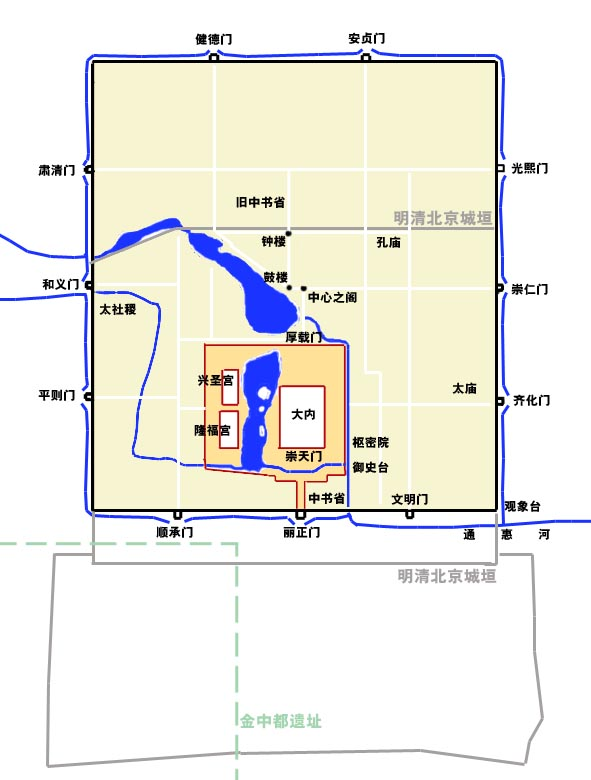
plan de la ville

Cambaluc ou Khanbalyk (Khan-baligh : « la ville du Khan » en mongol, mongol : ᠻᠠᠨᠪᠠᠯᠢᠺ, cyrillique : Ханбалык, MNS : Khanbalyk, turc : Hanbalık) est le nom de la capitale, correspondant à l'actuelle Pékin, du cinquième Khagan suprême de l'Empire mongol, Kubilai Khan, petit-fils de Gengis Khan. Il y établit la dynastie Yuan et y régna comme empereur des Mongols et comme premier empereur de Chine mongol.
Cambaluc est le nom en translitération latine donné par Marco Polo à cette ville ; on trouve aussi dans les manuscrits anciens diverses variantes : Cambalou, Canbalu, Cambalec, Cambaleth.
En chinois, Khanbalik est translittéré phonétiquement : 汗八里, hàn bālǐ, « Les huit lieues du Khan »).

## Histoire
Sous la dynastie Liao, les Khitans en font leur capitale du Sud, qu'ils appellent Nanjing ou Yanjing (燕京). Puis, sous la dynastie des Jin, Zhongdu, qui reçoit alors le nom en langue khitan de Dadu (大都, dàdū, « grande capitale »).
La ville est ravagée par les armées mongoles de Gengis Khan en 1215, les derniers palais sont consumés par un incendie qui ravage la ville, 3 ans plus tard, en 1217. Lorsque Möngke est élu khagan par le kurltai, il place un jarghuchi (juge) proche de lui au contrôle de la ville et Kubilai Khan aux « affaires militaires et civiles des terres Han, du Sud du désert » (de Gobi).
Après la mort de son petit-fils Möngke en 1259, la guerre de succession au trône (1260-1264) voit s'affronter Ariq Boqa, resté à Karakorum, devenue capitale mongole sous Ögedeï, et Kubilai Khan, basé à Shangdu,. Après sa victoire, Kubilai fait rebâtir Khanbalik, qui devient sa nouvelle capitale en 1272 et est renommée Dadu, l'aire originale de la voie de Zhongdu (zh) (中都路) y est fusionnée.
Depuis cette date jusqu'à nos jours, la ville est restée la capitale de la Chine réunifiée, sauf durant les premières décennies de la dynastie Ming qui, après lui avoir préféré Nankin en 1368, y reviennent à partir de 1403 et lui donnent son nom actuel, Pékin ou Beijing (北京, běijīng), littéralement « capitale du nord ».

## Vestiges actuels

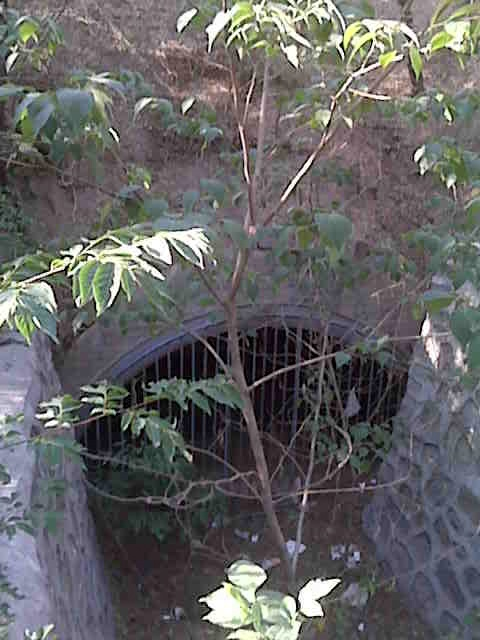
Émissaire datant de l'époque Yuan

Le Parc des vestiges de la muraille Yuan de Dadu (chinois simplifié : 元大都城垣遗址公园 ; pinyin : yuán dàdū chéngyuán yízhǐ gōngyuán), situé dans le district de Chaoyang, au Nord du centre-ville de Pékin, contient différents vestiges de cette époque.
Le Temple Miaoying dans le District de Xicheng, à l'ouest du centre-ville.